# في عالم أخر مع هاتفي الذكي
في عالم أخر مع هاتفي الذكي (異世界はスマートフォンとともに Isekai wa Sumātofon to Tomo ni) هي رواية كتابة باتورا فويوهارا ورسم إيجي أوساتسوكا. أقتبس أنمي من رواية وأنتجه برودكشن ريد، بدأ عرضه في يوليو 2017.

## قصة
تويا فتا في 15 عشرة، يقتل فجأة ببرق بسبب الإله، وكاعتذار سمح بإعادة ولادته في عالم خيالي وتحقيق طلب له، تويا أختار أن يجلب هاتفه الذكي إلى العالم الجديد، كما أنه زاده من قوته الجسدية وأعطاه قوة سحرية. مستعملا فرصته ثانية للعيش أصبح صديق الكثير من الناس وبدأ يسافر من بلد لأخر ليحل مشاكلهم ويستمتع مع حلفائه الجدد.

## شخصيات رئيسية
تويا موتشيزوكي (望月冬夜 Mochizuki Tōya)
أداء صوتي: كاتسومي فوكوهارا
فتا في ثانوية من أرض، ولد مجددا في عالم أخر كإعتذار من إلاه لقتله بخطأ. هاتفه هو وحيد متصل بأرض؛ لكنه لا يستطيع إتصال بأحد من حياته السابقة، يستطيع فقط ولوج النت وشحن هاتفه بسحر.
إلز سيلهويسكا (エルゼ・シルエスカ Eruze Shiruesuka)
أداء صوتي: مآيا أوتشيدا
أخت أكبر من بين توئمتين سيلهويسكا. تستطيع استعمال السحر.
لينز سيلهويسكا (リンゼ・シルエスカ  Rinze Shiruesuka)
أداء صوتي: يوي فوكو
أخت أصغر من بين توئمتين سيلهويسكا. تستطيع استعمال السحر.
ياي كوكونو (九重八重  Kokonoe Yae)
أداء صوتي: تشيناتسو أكاساكي

## وصلات خارجية
- في عالم أخر مع هاتفي الذكي على موقع ANN manga (الإنجليزية)